# ノーブルチルドレンシリーズ
『ノーブルチルドレンシリーズ』は綾崎隼による日本の小説。 イラストはワカマツカオリ。2011年から2012年にかけて、メディアワークス文庫より全4巻が刊行。2013年に番外編短編集『ノーブルチルドレンの追想』が刊行され、シリーズは完結したと思われたが、2018年に5年ぶりの新作として『ノーブルチルドレンの初恋』が刊行された。
『シルフ』（アスキー・メディアワークス）にて、コミカライズ作品が2012年9月号より2013年10月号まで連載された。作画は幹本ヤエ。

## 概要
長きに渡り反目し合い、時には憎しみゆえの血が流れるような因縁を持つ舞原家と千桜家。舞原家現頭首の長子で跡継ぎとされる舞原吐季と、千桜家現頭首の孫娘である千桜緑葉は、演劇部と保健部の部室争いを機にお互いに関わっていく。現代版ロミオとジュリエット物語。

## 登場人物

### 主な登場人物
舞原 吐季（まいばら とき）
主人公。17歳。美波高校普通科（文系）2年生で遅刻常習者。演劇部所属。
東日本の財界に影響力を持つ舞原家の長子で次期頭首。父親がメイドとの間に作った子供。異母妹がいる。
文武両道の美少年だが、無気力で自らの幸福な人生を諦めている。睡眠と読書を好み、部室にベッドを持ちこんで昼寝したり推理小説を読んだりしている。
異母妹達との関係は良好で、彼女達の幸福を心から願っている。実父と継母のことは嫌悪している。
同作者の「レッドスワン・サーガ」では赤羽高校サッカー部の協力者として20代、『世界で一番かわいそうな私たち』では静鈴荘に預けられそうになる幼少期の姿でそれぞれ登場する。
千桜 緑葉（ちざくら みどりは）
主人公。17歳。美波高校理数科メディカルコース2年生。保健部所属。
北信越地方の医局を牛耳る、千桜家現頭首の孫娘。生まれる前に父親を亡くし、母親の再婚相手の仕事の都合で幼少期をイギリスで過ごす。異父妹がおり家族関係は良好だが、実は出生の秘密を抱えている。
凛とした雰囲気とモデルのようなスタイルを持つ美少女だが、だらしがなく自分の外見や立ち居振る舞いに無頓着である。だが、吐季に恋をしたことで徐々に変化が訪れる。
周囲に左右されない強い意志と明るい未来を信じて疑わない前向きさ、躊躇なく人助けをする善良さを持つ。将来の目標は心療内科医になること。
琴弾 麗羅（ことひき れいら）
吐季の中学時代からの同級生。美波高校普通科（文系）2年生。演劇部所属。
中学2年の時に心中により両親を亡くす。現在は妹と二人暮らしをしており、家計のため複数のアルバイトをこなす。シスコン。
両親を死に追いやった舞原家頭首を憎み、中学生の時に後継者である吐季を貶めることで復讐を果たそうとするが失敗に終わる。その後はあやふやな関係のまま吐季の傍にいたが、高校2年の夏に吐季と告別し演劇部を退部。高校3年進級時に文系から理系へと在籍クラスを変える。
桜塚 歩夢（さくらづか あゆむ）
緑葉の母方の従兄弟。美波高校理数科メディカルコース2年生で、入学以来学年首席。保健部所属。
桜塚総合病院の後継者。母親は優秀な外科医で、恵夢という妹がいる。冷静沈着で穏やかな物腰の持ち主。緑葉から絶大な信頼を寄せられており、我が道をゆく緑葉を見守りフォローする。

### 舞原家
舞原 七虹（まいばら なな）
美波高校音楽科2年生。表向きは吐季の従妹。養父と実母に虐待され、舞原家頭首の弟の元に引き取られる。
吐季と似た雰囲気を持ち、美波高校一の美少女と言われている。音楽の才能に秀でている。
舞原 雪蛍（まいばら ゆきほ）
美波高校1年生。図書委員。吐季の異母妹で母親は舞原家頭首の正妻。
可憐な容貌と雰囲気を持つ善良な少女。本好きで将来は司書になりたいと思っている。
舞原 麻友貴（まいばら まゆき）
舞原家頭首の正妻で雪蛍の実母。地位や名誉を何よりも愛する世俗的な女。星羅と吐季に憎悪の念を抱き、敵意を向けている。

### その他
有栖川 華憐（ありすがわ かれん）
美波高校で古典を担当する20代後半の教師。演劇部と保健部の顧問で美波高校のＯＧ。奇行が多く、人間性に問題がある人物。
琴弾 乙羽（ことひき おとは）
麗羅の妹。中学生。特技は料理。
かつて競泳選手として将来を期待されていたが、一家心中に巻き込まれた際に大火傷を負い、水泳選手としての道を諦める。舞原家の人間である吐季を嫌っている。
長谷見 芽衣（はせみ めい）
美波高校理数科メディカルコース2年生。緑葉の同級生。誰に対しても一線を越えない関係性を保ち、喋る時は一貫して敬体口調。保健部に名前を貸すことになっていたが、吐季とデートをするという条件で保健部を裏切る形になる。吐季に好意を持つが、交通事故に巻き込まれる。
金雀枝 星羅（えにしだ せいら）
吐季の実母。舞原家本家に仕える使用人だったが、麻由貴の苛めに追い詰められ吐季が7歳の時に自殺を図る。その後は植物状態のまま、校倉総合病院の707号室で眠り続けている。

## 書誌情報
- 綾崎隼 『ノーブルチルドレンシリーズ』 アスキー・メディアワークス〈メディアワークス文庫〉全4巻+番外編2巻
  1. 『ノーブルチルドレンの残酷』 2011年06月25日発売 ISBN 978-4-04-870683-4
  2. 『ノーブルチルドレンの告別』 2011年08月25日発売 ISBN 978-4-04-870699-5
  3. 『ノーブルチルドレンの断罪』 2012年04月25日発売 ISBN 978-4-04-886369-8
  4. 『ノーブルチルドレンの愛情』 2012年08月25日発売 ISBN 978-4-04-886807-5
  5. 『ノーブルチルドレンの追想』 2013年10月25日発売 ISBN 978-4-04-866076-1
  6. 『ノーブルチルドレンの初恋』 2018年12月22日発売 ISBN 978-4-04-912216-9

コミックス
- 幹本ヤエ 『ノーブルチルドレンの残酷』 全2巻 シルフコミックス
  1. 2013年1月22日発売 ISBN 978-4-04-891343-0
  2. 2013年10月22日発売 ISBN 978-4-04-866041-9